# Sport Club Italia
Lo Sport Club Italia  è stata una società polisportiva italiana fondata a Milano nel 1908
Tra gli altri sport gestiti dalla polisportiva figuravano: atletica leggera, basket, calcio, lotta, nuoto, pallanuoto, pugilato, rugby, scherma e tennis.

Il medagliere dello Sport Club Italia nel gennaio 1911, 3º anno di vita.

La staffetta 4x400 che vinse il campionato italiano nel 1914. Dall'alto in basso: Emilio Lunghi, Angelo Grosselli, Apollino Barelli e Mentasti.

## Storia
La società fu fondata il 10 gennaio 1908 da quattro podisti: Bassetti, Mastrazzi, Vitali e Zanetti, abituati a correre senza scarpe a piedi scalzi ("quei che cur a peé biot" in dialetto meneghino) che si riunirono in una trattoria di via Corsico a Milano, luogo in cui fu redatto lo statuto che citava:
Lo SCI ottenne subito l'affiliazione alla F.I.S.A. e, a dispetto di quanto scritto troppo spesso nella storia di altre associazioni sportive, gli inizi non furono affatto "incerti" e "difficili". Al contrario si fregiò subito dell'oro conquistato da Enrico Porro nella lotta greco-romana all'Olimpiade di Londra del 1908 che trionfò nella categoria pesi leggeri, e fin da questa partecipazione lo SCI fu sempre presente con un suo atleta ad ogni Olimpiade.
Utilizzava all'epoca il campo di Ripa Ticinese, ma con l'abbandono anche da parte dell'Inter nel 1912 fu costretta a spostarsi in via Trivulzio 8 al "campo della Baggina" di fronte al Pio Albergo Trivulzio.
La nuova società sportiva attirò le attenzioni di molti giovani neofiti, ma soprattutto di atleti affermati provenienti da altre società quali il mezzofondista Emilio Lunghi, il velocista Franco Giongo e l'ostacolista Daciano Colbachini gli ultimi due poi ritornati a Bologna e Padova prima del 1912.

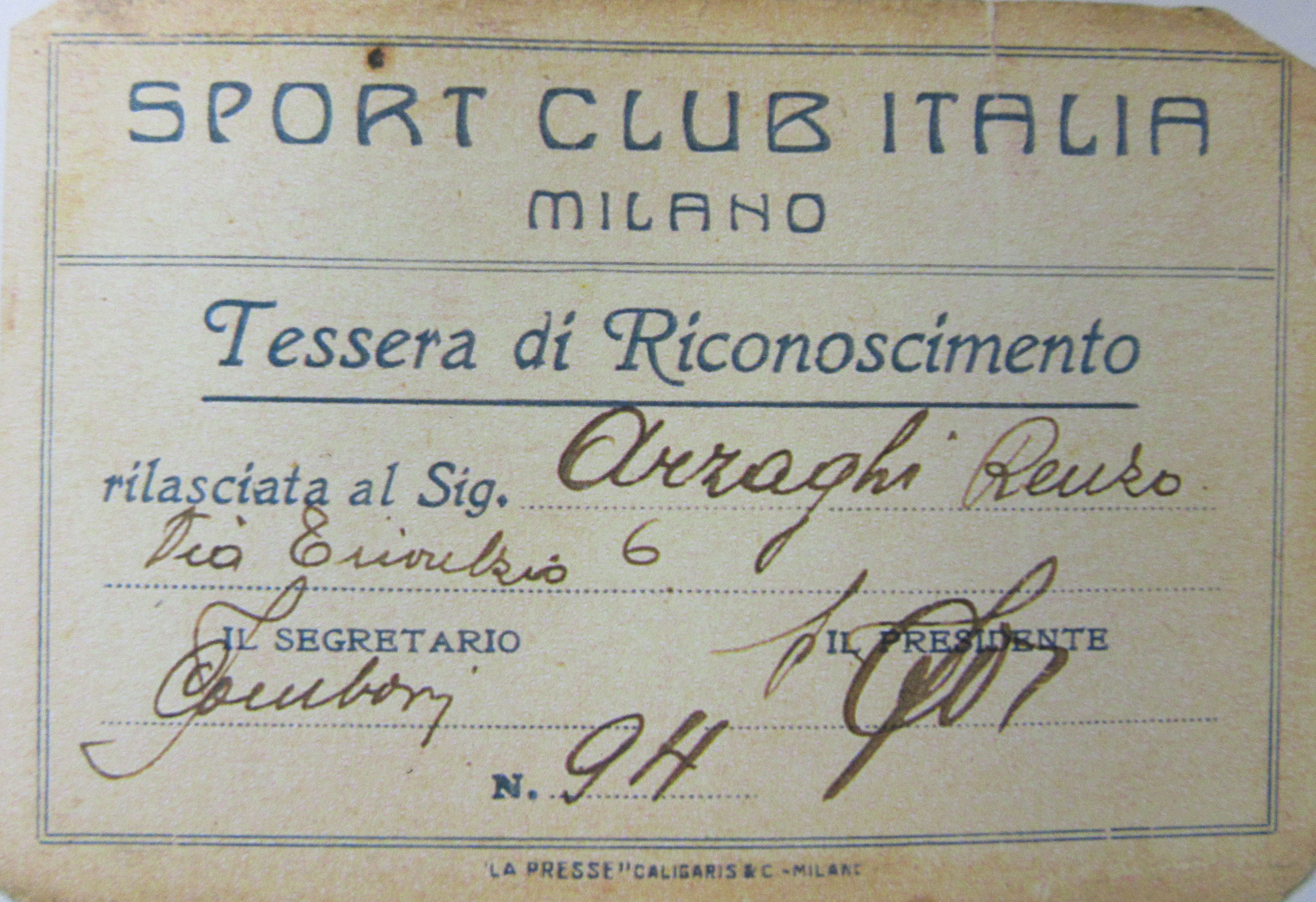
La tessera di un atleta dello Sport Club Italia (1914).

Il primo titolo italiano fu conquistato per lo SCI da Italo Bertola, il quale vinse la maratona di marcia sulla distanza di km. 42,185 col tempo di 3h30'48" nel 1910. L'anno successivo all'alloro conseguito da Bertola si aggiunse la staffetta 4x100 disputata da Lunghi, Della Torre, Zanier e Vigani. Lunghi, nel 1913, si affermò anche in una specialità non a lui congeniale: i 400 metri ostacoli.
Forti di un palmarès già importante, allo SCI si unirono altre società sportive facendola diventare una vera polisportiva. La prima fu la società di nuoto Ninfea che portò loro gli atleti Botta, Cova, Lomazzi, Bellezza, Luè e Cozzi.
Grazie all'allenatore Piero Boine si costituì la sezione pugilato. Si infoltì la squadra di lotta greco-romana: a Porro si aggiunsero Ranghieri, l'olimpionico Giuseppe Gorletti e Ubaldo Bianchi.
Come tutte le altre società sportive vide la maggior parte dei propri tesserati partire per la grande guerra, ma non ebbe perdite da segnalare. Soltanto di Angelo Grosselli si ebbe notizia che sopravvisse allo scoppio di una bomba a mano in Carnia.
La Gazzetta dello sport nella rubrica "Lo Sport alla Patria", iniziata il 25 maggio 1915 e terminata dopo 28 dispense il 10 gennaio 1916, pubblicò l'elenco degli sportivi e dirigenti dello Sport Club Italia partiti per il fronte:
| Dirigenti - Alcide Castelli (avv.) - Consigliere - tenente del 161º Fanteria; Atleti - Emilio Beltramini - soldato di Fanteria: - Guido Fasanotti - soldato di un Reggimento di Fanteria; - M. Fugazza - soldato del 7º Artiglieria di Fortezza; - Giuseppe Merlin - soldato del 1º Reggimento Artiglieria da Fortezza; - Egidio Paveri - soldato di Artiglieria da Campagna; Ginnasti - Alberto Breviglieri - bersagliere; Lottatori e boxeurs - Carlo Cervio - boxeur - soldato del 27º Reggimento Artiglieria; - Nino Regondi - sergente del 6º Reggimento Artiglieria; Nuotatori - Virgilio Bellezza - - Ugo Besozzi - (dottore) - Giuseppe Boccadoro - sergente del 4º Rgt. Genio Pontieri; | - Emilio Camagni - volontario del 5º Alpini; - Angelo Cova - soldato del Genio Pontieri; - Carlo Granata - soldato del 12º Bersaglieri; - Ignazio Luè - soldato di un Reggimento Fanteria; - Cesare Maderna - soldato del 3º Genio Telegrafisti; - Carlo Polloni - soldato del 12º Bersaglieri; Pesi e lotta - Gino Gori - soldato del Genio Specialisti; - Giuseppe Gorletti Podisti - Fernando Altimani - recordman dell'ora di marcia - caporale del 1º Granatieri; - Fausto Cavallasca - soldato del 53º Fanteria; - Rodolfo Caverzaghi - sergente del 7º Fanteria - Antonio Fontana - soldato del 7º Fanteria; - Angelo Grosselli - campione italiano di steeple - soldato del 12º Bersaglieri; - Emilio Lunghi - campione italiano di mezzofondo - marinaio semaforista alla Spezia; - Arturo Trolli - soldato di Fanteria. |

Al rientro della maggior parte degli atleti dopo il 4 novembre 1918 (tutte le classi nate dopo il 1895 furono congedate in seguito), la società decise di cambiare le maglie adottando una maglia bianca con tre cerchi rosso-bianco-verde inseriti al centro del petto due cerchi sopra ed uno sotto, ma tutti intersecati fra di loro. È per questo motivo che gli atleti dello SCI da allora furono comunemente chiamati "i tricolori" sia dalla Rosea che negli ambienti sportivi.

### Sezione calcio

Una delle prime squadre di calcio dello Sport Club Italia (1911).

La squadra ragazzi del Nazionale Lombardia sul campo della Baggina (1914).

Lo SCI disponeva già di una squadra di calcio propria, ma non si era iscritta mai ad alcun campionato gestito dal Comitato Regionale Lombardo della F.I.G.C. La squadra aveva una maglia bianca a righe verticali verdi e pantaloncini bianchi che ricalcava i colori ufficiali degli atleti delle altre discipline, ma senza alcun stemma oppure le foglie di quercia verdi presenti in tutte le altre divise.
Con la perdita del campo di Ripa Ticinese si spostò da sud-ovest a nord-ovest andando a condividere il campo della Baggina con il Nazionale Lombardia, squadra con cui nacque un connubio poi sfociato prima nell'assorbimento delle proprie forze nell'altra squadra e poi, dopo la fine del conflitto mondiale, con il passaggio del squadra rossoverde a sezione calcio dello SCI. Il "Nazionale Lombardia" fu comunque sempre citato con il suo nome proprio, ma di fatto era diventato lo "Sport Club Italia Sezione Calcio Nazionale Lombardia".
In Prima Categoria il sodalizio disputò due stagioni, la prima nel 1919-1920, senza tuttavia superare mai il primo turno delle eliminatorie regionali.
Con l'avvenuta scissione in due federazioni calcistiche nella stagione 1921-1922 sorsero dei problemi. Il primo fu l'esclusione dalla prima squadra di un calciatore il quale pretese per rimanere in squadra per lui e per altri la somma di 5 000 lire, così come risultava su un verbale conservato così in sede:
Il calciatore portò via dalla squadra la maggior parte dei giocatori più anziani e si trasferirono a Magenta per congiungersi con quelli di una squadra già esistente giocando con i loro colori come "Nazionale Magentina". Per contro lo SCI si iscrisse alla Confederazione Calcistica Italiana e disputò per una sola stagione il campionato di Seconda Divisione 1921-1922 utilizzando i propri colori, ovvero la maglia bianca con i 3 cerchi tricolori.
Con il Compromesso Colombo lo SCI dovette partecipare agli spareggi di qualificazione per l'ammissione al nuovo campionato di Prima Divisione, ed avendo un organico molto ridotto (tra febbraio e marzo erano partiti per il militare diversi calciatori della classe 1901) decise di dare forfait anticipato alla partita da giocare contro l'Inter, in modo da evitare una multa più pesante da parte della Lega Nord.
Alla fine del campionato la sezione calcio fu sciolta anche perché lo SCI era rimasto senza un campo regolamentare visto che quello della Baggina era stato reso al proprietario che doveva costruire delle case. Solo in seguito lo SCI venne ospitato dal Milan F.C. sul campo di Viale Lombardia, poi diventato via Sismondi.

### Sezione rugby

L'intera squadra di rugbisti dello S.C. Italia. In piedi da sin.: Mapelli (col cappello), Binda, il conte Jacini (dietro), Sessa, Caccianiga, Stucchi, Bricchi, Rampoldi (il presidente), Salvi, Dott. Paselli, Dupont, Quaranta e dirigente. In ginocchio da sin: Centenari, Cesani, Pagetti, Campagna, Marimonti. A terra: Maffioli, Cordex, Agosti e il massaggiatore.

Lo S.C. Italia ha lanciato in Italia il rugby dopo i falliti tentativi dei tre fratelli Bellandi. La prima squadra è stata costituita con atleti tricolori e il merito va al Presidente Algiso Rampoldi, ai due fratelli Émile e Gustavo Laporte e a Piero Mariani.
La squadra ha disputato le proprie partite sul campo di via Sismondi e al Velodromo Sempione.